# كلارنس غريفين
كلارنس غريفين (بالإنجليزية: Clarence Griffin)‏ مواليد 19 يناير 1888 في سان فرانسيسكو، كاليفورنيا، الولايات المتحدة - الوفاة 28 مارس 1973، كان لاعب كرة مضرب أمريكي بدأ مسيرته كمحترف سنة 1906 وكان يلعب باليد اليمنى، اعتزل اللعب في 1931. كما أنه أحد أبطال الجراند سلام. أعلى تصنيف له في الفردي كان المركز الـ 6 في سنة 1916.

## روابط خارجية
- كلارنس غريفين على موقع قاعة مشاهير كرة المضرب الدولية (الإنجليزية)
- كلارنس غريفين على موقع بطولة ويمبلدون (الإنجليزية)